# المنشئ البغدادي
المنشئ البغدادي هو السيد محمد بن أحمد الحسيني المنشي البغدادي.الذي ألف كتاباً باللغة الفارسية عن رحلته التي قام بها عام 1821م، برفقة المقيم البريطاني في بغداد كلوديوس جيمس ريج كونه السكرتير الفارسي له، ونشرها تحت عنوان (رحلة المنشئ البغدادي) وعرف بها.

## السيرة
يذكر محقق الرحلة ومترجمها عن الفارسية عباس العزاوي: ان جامع هذه الأخبار السيد محمد بن أحمد الحسيني المنشئ البغدادي، حيث جاء إسمه في الكتب الإنجليزية باسم (سيد أغا) و (سيد محمد أغا) السكرتير الفارسي للمستر كلوديوس جيمس ريج، وبقايا أسرته في الكاظمية على ما هو المسموع، ولم يعرف عنه شيئاً بعد هذه الرحلة من خبر. وجامع الأخبار هذا -المنشئ البغدادي- الذي كان موظفاً بدار الحكومة في بومبي لدى (يار صاحب)، وكان قد قضى في بغداد عدة سنين مشغولاً بخدمات المقيمية البريطانية ببغداد. وبقي هناك إلى سنة (1235ه‍/1820م).

## الرحلة
ان رحلة المنشي البغدادي كان قد كتبها سنة (1237هـ/1822م). بعد ان تجول في ديار الكرد ومواطن العراق الأخرى.وهذه رحلة كتبها مؤلفها باللغة الإيرانية سنة (1237هـ /1821م)، في أحوال الكرد، والعراق وما فيهما من قبائل مدن، كما أن صاحبها وصف بغداد، والمواقع الأثرية، وبين علاقات الإنجليز بوالي بغداد آنئذٍ، فكشفت عن صفحات مهمة في البلدان، والقبائل، والعقائد، والنحلَّ، والطرق، والآثار.ويضيف العزاوي: ان هذه الرحلة نقلتها إلى اللغة العربية، وقد علقت ما إستطعت على مباحث عديدة منها إلا إني لم أتجاوز حدود إختصارها كثيراً، وإنما أوضحت مراجع للإستقصاء، وقدمت لها كلمة في مؤلفها وصلته بالإنجليز، وأوضاع المقيم البريطاني آنئذٍ وهو المستر ريج مع ما يلحق بذلك من أشخاص بأمل الإفادة، وأن تنال الرغبة وتكتسب المكانة من نفوس أبناء وطننا. وكانت هذه الرحلة أيام الوالي داود باشا حررها إيراني سمى نفسه (السيد محمد بن أحمد الحسيني المنشي البغدادي) من موظفي المقيمية البريطانية ببغداد، بقي فيها إلى سنة (1235هـ/1820م)، وعرف (بالسيد محمد آغا الفارسي) إلا أنه دعا نفسه في أول رحلته بما ذكرت. رافق - كما قال - ذا الجاه الرفيع كلوديوس جيمس ريج المقيم البريطاني ببغداد في رحلته إلى ديار الكرد (شهرزور، وسنة، وسقز، وكركوك، وآلتون كوبري، وإربل) والموصل، كما أنه تجول في الأنحاء الأخرى.
وقد قام المنشئ البغدادي بمرافقة ذا الجاه الرفيع كلوديوس جيمس ريج المقيم البريطاني في بغداد بأمل التنقل ترويحاً عن النفس وتنزيهاً للخاطر في رحلته إلى تلك الديار.

## المستر ريج
وريج كان مقيماً بريطانياً في بغداد من سنة (1808م-1821م) تفصلها مدة نحو سنتين قضاها بإجازة في رحلته إلى إسطنبول وفيينا وباريس. وتفصيل بعض أخباره في هذه الرحلة في كتابه (حديث الإقامة في كردستان وفي نينوى القديمة) طبع سنة (1836م) وكان قد رحل من بغداد في نهاية نيسان سنة (1820م) ثم جاء إلى أربيل ومنها ذهب إلى الموصل ثم ركب (الكلك) قاصداً بغداد ووصل إليها في (12 آذار 1821م) وفي (11 آيار) من نفس السنة غادر بغداد ووصل في (19 آيار) إلى البصرة وتركها في (24 تموز 1821م)، والمنشئ البغدادي كان معه وبصحبته.